# Kestla
Kestla is een plaats in de Estlandse gemeente Viru-Nigula, provincie Lääne-Virumaa. De plaats heeft de status van dorp (Estisch: küla) en telt 26 inwoners (2021).
Kestla hoorde tot in oktober 2017 bij de gemeente Aseri. In die maand werd Aseri bij de gemeente Viru-Nigula gevoegd.
De plaats ligt tegen de grens tussen de provincies Lääne-Virumaa en Ida-Virumaa aan.